# Старе Место (округ Угерске Градіште)
Старе Место (чеська вимова: [ˈstarɛː ˈmɲɛsto] ; у 1950–1996 рр. Старе Место в Угерских Градіштах) — місто в районі Угерске Градіште Злінського краю Чеської Республіки . У ньому проживає близько 6600 мешканців.

## Географія
Старе Место лежить переважно в долині Нижньої Морави. Невелика західна частина території муніципалітету лежить у Кийовських передгір'ях. Старе Место розташоване на правому березі річки Морави, яка відділяє його від Угерского Градішта. Через східну частину міста протікає Батін канал.
У 9 столітті місцевість Старе Место входила до складу Велінграда, одного з двох столичних міст Великоморавської імперії. Після падіння Великої Моравії Велінград втратив своє значення і став селом з двома церквами. Перша письмова згадка про Велінград датується 1141 роком. У 1205 році ченці цистерціани заснували неподалік монастир і назвали його Велеградом. Їхньою власністю стало ринкове селище Велінград. Великоморавська ротонда була перебудована на парафіяльний храм Святого Архангела Михаїла в 1250 році. У 1321 році Велінград було перейменованона Старе Место.
У 1841 році була побудована залізниця. З 1971 до 1990 років Старе Место входило до складу Угерского Градішта. З 1990 року — окремий муніципалітет. Старе Место постраждало від повені в Центральній Європі 1997 року. Того ж року муніципалітет отримав статус міста.

## Пам'ятки
Старе Место відоме пам’ятником Великої Моравії. Він був побудований над фундаментом першої відкритої великоморавської будівлі на чеській території, якою була церква «На Валах». Пам’ятник Великої Моравії — музей з експозиціями, присвяченими Великоморавській імперії та побуту 9 століття.
Kovozoo — унікальний «зоопарк» із тваринами та іншими експонатами, створеними з металу. Це розважальний комплекс, який також служить для екологічної просвіти.

## Відомі люди
- Йозеф Паначек (1937–2022), спортивний стрілець, олімпійський чемпіон
- Мирослав Ґребенічек (1947 р.н.), політик, колишній лідер Комуністичної партії Богемії та Моравії

## Міста-побратими
Старе Место є побратимом: 
- Се, Франція
- Тенісфорст, Німеччина

## Зовнішні посилання
- Офіційний сайт